# 三国城路
三国城路，中国安徽省合肥市的一条东西干道，曾称环湖北路，得名自道路西端的三国新城遗址公园，东起 威汕线，西至古城路，全长7.8公里，是庐阳区北郊唯一的东西干道，也是通往合肥综合性国家科学中心大科学装置集中区的主干道。